# Боровых, Андрей Егорович
Андре́й Его́рович Боровы́х (30 октября 1921, Курск — 7 ноября 1989, Москва) — советский военный лётчик и военачальник, участник Великой Отечественной войны, дважды Герой Советского Союза (1943, 1945), генерал-полковник авиации (1968). Командующий авиацией Войск ПВО СССР (1969—1977).

## Биография
Родился 30 октября 1921 года в городе Курске в семье рабочего. Русский. В 1936 году окончил среднюю школу. Член ВКП(б)/КПСС с 1943 года.
В рядах Красной армии с 1940 года. Окончил Чугуевское военное авиационное училище в 1940 году.
С декабря 1941 года на фронтах Великой Отечественной войны.
За два года войны (1942 и 1943) на Калининском и Центральном фронтах совершил 341 боевой вылет, проявляя в воздушных боях мужество и отвагу, лично сбил 12 самолётов противника и 14 самолётов в группе. За эти подвиги командиру звена 157-го истребительного авиационного полка (273-я истребительная авиационная дивизия, 6-й истребительный авиационный корпус, 16-я воздушная армия, Центральный фронт) младшему лейтенанту Боровых Андрею Егоровичу Указом Президиума Верховного Совета СССР от 24 августа 1943 года присвоено звание Героя Советского Союза, с вручением ордена Ленина и медали «Золотая Звезда» (№ 1077).
За образцовое выполнение заданий командования, совершённые ещё 132 успешных боевых вылета, в которых было сбито 19 самолётов противника, проявленный при этом героизм командир эскадрильи 157-го истребительного авиационного полка (234-я истребительная авиационная дивизия, 6-й истребительный авиационный корпус, 16-я воздушная армия, 1-й Белорусский фронт) капитану Боровых Андрею Егоровичу Указом Президиума Верховного Совета СССР от 23 февраля 1945 года вручена вторая медаль «Золотая Звезда» Героя Советского Союза (№ 62).
Всего за годы войны совершил более 470 боевых вылетов, провёл свыше 130 воздушных боёв, сбил лично 32 и в группе 14 вражеских самолётов. По данным исследований М. Ю. Быкова, распределение личных и групповых побед выдающегося аса по отчетным и оперативным документам его полка несколько иное — 27 личных и 17 групповых.
По окончании Великой Отечественной войны командовал авиационным полком, дивизией, корпусом. В 1951 году окончил Военно-воздушную академию, а в 1957 году Высшую военную академию.
С 1959 по 1969 год командовал авиационными объединениями. В 1968 году присвоено воинское звание генерал-полковник авиации. В 1969—1977 годы — командующий авиацией Войск ПВО СССР.
С 1977 по 1988 год военный консультант Института военной истории МО СССР.
Депутат Верховного Совета СССР 2-го созыва. Заслуженный военный лётчик СССР (1966).
Автор научных статей «Новая техника, оружие и человек» (1972 год), «Надёжный щит Родины» (1985 год) и других.
Умер 7 ноября 1989 года в Москве. Обстоятельства смерти не вполне ясны. Была опубликована журналистская версия, что он был убит хулиганами. В интервью друг Боровых генерал Н. И. Москвителев утверждает, что Андрей Егорович пошёл в праздник в магазин и умер на улице от инсульта; тело было опознано не сразу. Похоронен на Новодевичьем кладбище.

## Награды

Могила Боровых на Новодевичьем кладбище Москвы.

- Медаль «Золотая Звезда» Героя Советского Союза № 1077 (24.08.1943)
- Медаль «Золотая Звезда» Героя Советского Союза № 62 (23.02.1945)
- Два ордена Ленина
- Пять орденов Красного Знамени
- Орден Александра Невского
- Орден Отечественной войны I степени
- Три ордена Красной Звезды
- Орден «За службу Родине в Вооружённых Силах СССР» III степени
- Медаль «За победу над Германией в Великой Отечественной войне 1941—1945 гг.»
- Медаль «20 лет Победы в Великой Отечественной войне 1941—1945 гг.»
- Медаль «30 лет Победы в Великой Отечественной войне 1941—1945 гг.»
- Медаль «40 лет Победы в Великой Отечественной войне 1941—1945 гг.»
- Медаль «За боевые заслуги»
- Медаль «За взятие Берлина»
- Медаль «За освобождение Варшавы»
- Медаль «Ветеран Вооружённых Сил СССР»
- Медаль «За укрепление боевого содружества»
- Две медали «За освоение целинных земель»
- Медаль «30 лет Советской Армии и Флота»
- Медаль «40 лет Вооруженных Сил СССР»
- Медаль «50 лет Вооружённых Сил СССР»
- Медаль «60 лет Вооружённых Сил СССР»
- Медаль «70 лет Вооружённых Сил СССР»
- Медаль «За безупречную службу» I степени
- Заслуженный военный лётчик СССР (1966)
- Военный лётчик 1-го класса

Иностранные награды
- Орден Возрождения Польши V класса (Польша)
- Кавалер ордена «Виртути Милитари» V класса (ПНР)
- Орден «За боевые заслуги» (Монголия)
- Медаль «50 лет Монгольской Народной Армии»

Награды Героя в мае 2017 года были проданы на британском аукционе за 120 000 фунтов стерлингов.

## Память
- Бронзовый бюст[6] установлен на родине — в городе Курск.
- Почётный гражданин Курска (1988).
- Его имя носит СОШ № 9 в Курске.
- В честь Боровых названа одна из улиц Курска.

## Сочинения
- Статья «Новая техника, оружие и человек» (1972 год)
- Статья «Надёжный щит Родины» (1985 год)